# Seseli simplex
Seseli simplex är en flockblommig växtart som beskrevs av Jean Louis Marie Poiret. Seseli simplex ingår i släktet säfferötter, och familjen flockblommiga växter. Inga underarter finns listade i Catalogue of Life.